# Leila Schayegh
Leila Schayegh (Winterthour, 1975) est une violoniste suisse, spécialisée dans la musique baroque.

## Biographie
Leila Schayegh étudie le violon à la Musikhochschule de Bâle, dans la classe de Raphaël Oleg, ou elle reçoit le diplôme de soliste en 1999. Un an plus tard, elle est admise dans l'orchestre de l'opéra de Zürich. En 2002, elle entre dans la classe de Chiara Banchini à la Schola Cantorum de Bâle en vue d'une spécialisation au violon baroque. Avant la fin de ses études, elle remporte à Rovereto le «Premio Bonporti» au violon baroque. Depuis, elle faisait partie de plusieurs ensembles baroque, comme « Gli Angeli Genève (en) », « La Risonanza », « Ensemble 415 », « La Cetra Basel », «Concerto Köln», « Ensemble Muscadin » ou son propre ensemble „La Centifolia“ fondé en 2009. Elle a travaillé ou enregistré entre autres avec René Jacobs, Andrea Marcon, Andreas Scholl, María Cristina Kiehr, Václav Luks, Friederike Heumann ou Marcel Ponseele.
De 2006 à 2010, elle enseignait de violon baroque à la Hochschule für Musik de Karlsruhe. Depuis septembre 2010, Leila Schayegh se partage avec Amandine Beyer la classe de violon baroque à la Schola Cantorum.
Dans ses travaux de recherche musicale, elle se concentre sur les ornements et les différentes techniques de jeu du violon baroque, surtout de la période du style galant. À l'université de Berne, elle se consacre à un travail sur les coups d'archets historiques dans la musique française.

## Discographie partielle
- Giovanni Mossi, Sonate Opera Prima a Violino e Violone, o Cimbalo - avec Jörg Halubek, clavecin ; Ilze Grudule, violoncelle (2008, Pan Classics)
- Salomone Rossi, «The Song of Salomon» and instrumental music, avec l'Ensemble Muscadin (2009, Pan Classics)
- Franz Benda, Sonates pour violon - avec Václav Luks, clavecin et fortepiano (2011, Glossa GCD 922507) (Diapason d’or 2012)
- Jean-Marie Leclair & his Rivals, Virtuose französische Sonate am Hof von Louis XV - avec Jörg Halubek clavecin (2012, Pan Classics)
- Carl Philipp Emanuel Bach, Œuvres pour clavier et violon - avec Jörg Halubek, clavecin (2014, Pan Classics)
- Antonio Caldara, Sonates en trio extraits des opus 1 et 2 - avec Amandine Beyer (2015, Glossa)
- Jean-Sébastien Bach , Sei Suonate à Cembalo certato è Violino Solo, BWV 1014-1019 - avec Jörg Halubek, clavecin (2016, Glossa) (Diapason d'or de l'année 2016)[2]
- Carlo Farina, Sonate e Canzoni (2017, Pan Classics)[3].
- Josef Mysliveček, Concertos pour violon et orchestre en ré-majeur, mi-majeur, la-majeur avec le Collegium 1704 sous la direction de Václav Luks  (2017, Accent)
- Johannes Brahms,  Sonates pour violon & piano Nr.1–3, avec Jan Schultsz, piano (Glossa, 2017)
- Antonio Vivaldi, Concerti op.8 Nr.1-4 The four Saisons, Musica Fiorita sous la direction de Daniela Dolci (Glossa, 2018)
- Johann Sébastian Bach, Sonates et Partitas Bwv 1001 - Bwv 1006, Leila Schayegh, violon. 2 CD Glossa 2019. Diapason d.or
- Jean-Marie Leclair, Concertos pour violon op.7 n° 2 & n°6, op.10 n° 2 & n°6, avec La Cetra Barockorchester Basel ( Glossa, 2018)
- Jean-Marie Leclair, Concertos pour violon op. 7 n°1 & n°3, op. 10 n°1 & n°3, avec La Cetra Barockorchester Basel (Glossa 2019). Diapason d’or.
- Jean-Marie Leclair, Concertos pour violon op. 7 n°4 & n°5, Opus 10, n° 4 & n°5, avec La Cetra Barockorchester Basel, Leila Schayegh, violon et direction - CD Glossa 2022.